# 5. stoljeće pr. Kr.
◄ | 2. tisućljeće pr. Kr. | 1. tisućljeće pr. Kr. | 1. tisućljeće | ►
◄ | 7. stoljeće pr. Kr. | 6. stoljeće pr. Kr. | 5. stoljeće pr. Kr. |4. stoljeće pr. Kr. | 3. stoljeće pr. Kr. | ►
490-ih pr. Kr. | 480-ih pr. Kr. | 470-ih pr. Kr. | 460-ih pr. Kr. | 450-ih pr. Kr. | 440-ih pr. Kr. | 430-ih pr. Kr. | 420-ih pr. Kr. | 410-ih pr. Kr. | 400-ih pr. Kr.
5. stoljeće pr. Kr. je je razdoblje koje je trajalo od 500. pr. Kr. do 401. pr. Kr..

## Glavni događaji i razvoji
- Bitka kod Maratona (490. pr. Kr.)
- Bitka kod Salamine (480. pr. Kr.)

## Važnije osobe
- Herodot - grčki povjesničar, 484. pr. Kr. - 424. pr. Kr.
- Sokrat - grčki filozof, 469. pr. Kr. - 399. pr. Kr.
- Periklo - atenski strateg 444. pr. Kr. - 429. pr. Kr.
- Platon - grčki filozof, 427. pr. Kr. - 347. pr. Kr.
- Parmenid - grčki filozof
- Sofoklo - grčki pisac
- Buda
- Konfucije
- Ktezije - grčki liječnik i povjesničar

## Izumi i otkrića
- Herodot (*485. pr. Kr., †425. pr. Kr.) izvještava o perzijskom prijenosu optičkih signala vatrom
- Demokrit (*460. pr. Kr., †371. pr. Kr.) utvrđuje postojanje atoma kao najmanje nedjeljive čestice od koje je sastavljena sva materija i prvi uvodi naziv atomos - nedjeljiv
- Tijekom Peloponeskog rata (431. pr. Kr. do 404. pr. Kr.) šifrirane su tajne vojne poruke uz pomoć skitale

## Vanjske poveznice
|  | Zajednički poslužitelj ima još gradiva o temi 5. stoljeće pr. Kr. |